# Rick Law
Rick Law (né le 15 décembre 1969) est un illustrateur américain de divertissement et producteur ayant eu comme clients des sociétés comme la Walt Disney Company, la Paramount Pictures, et MTV entre d'autres.

## Biographie
Rick Law naît le 15 décembre 1969. Il commence sa carrière professionnelle d'illustrateur en travaillant pour des musiciens. Il travaille ensuite pour des productions cinématographiques ou télévisuelles à Hollywood. En 1995 il réalisa en tant que scénariste et illustrateur la série de bande dessinée fanstastique Beyond The Veil (en) qui paraît dans le magazine This Prophey. À partir de 1997 il travaille pour la Walt Disney Company en tant qu'illustrateur de boîtiers de vidéos et de DVD,. 

## Filmographie
- Producteur associé : Blue Like Jazz  2012
- Producteur associé : Drew: The Man Behind the Poster  2013[3]
- Producteur exécutif : Goliath album by Steve Taylor & The Perfect Foil  2015[4]
- Producteur associé : Leonard Knight: A Man & His Mountain 2015[5]